# 35313 Hangtianyuan
35313 Hangtianyuan este un asteroid din centura principală de asteroizi.

## Descriere
35313 Hangtianyuan este un asteroid din centura principală de asteroizi. A fost descoperit pe 2 ianuarie 1997 la Xinglong în cadrul programului Beijing Schmidt CCD Asteroid Program. Asteroidul prezintă o orbită caracterizată de o semiaxă mare de 2,86 ua, o excentricitate de 0,08 și o înclinație de 3,1° în raport cu ecliptica.